# Vanitas

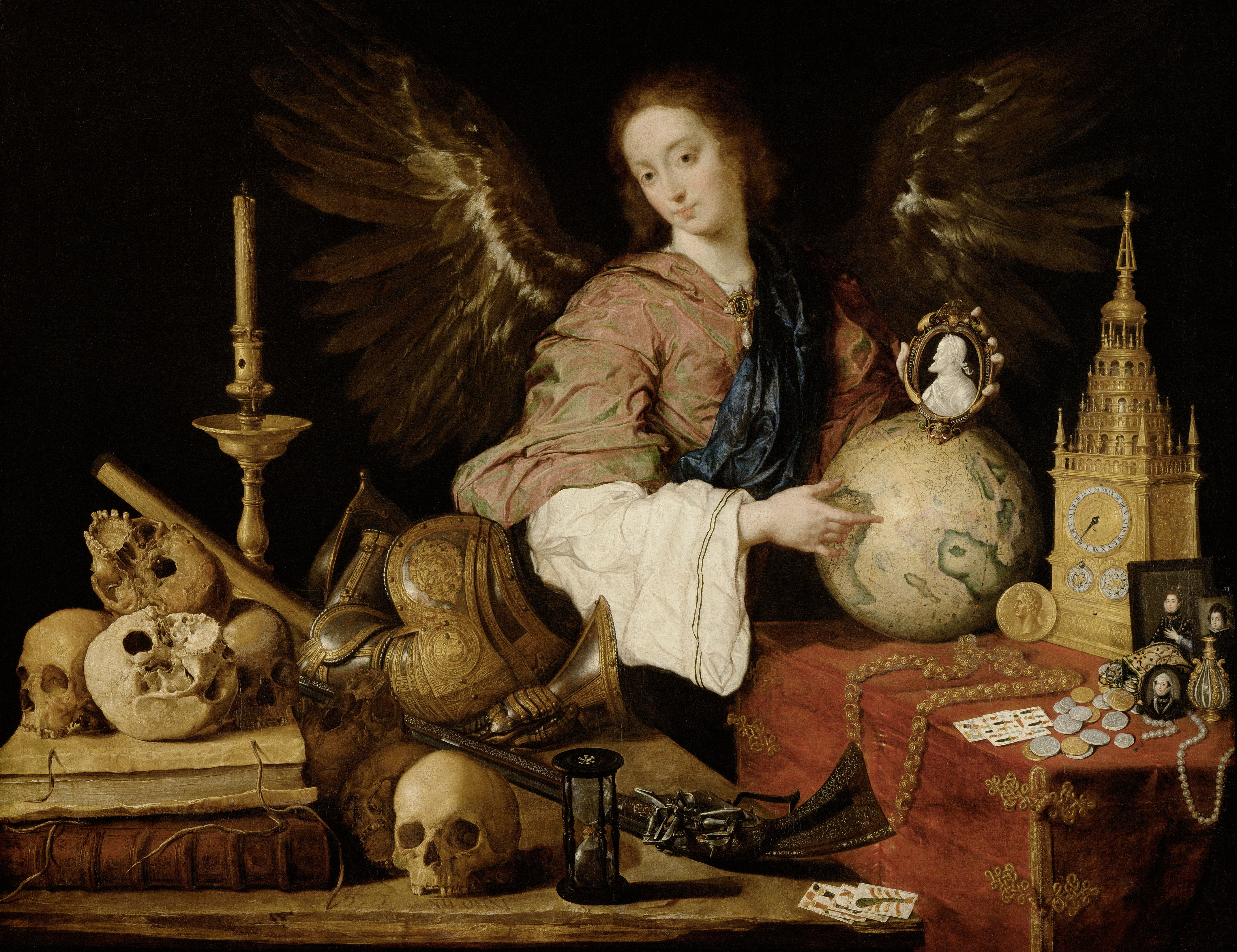
Antonio de Pereda y Salgado: Vanitas

Vanitas (latinsky prázdnota, nicotnost) je klíčový pojem biblické knihy Kazatel, poukazující na pomíjivost a marnost života a lidského úsilí. Ve výtvarném umění se tak nazývají díla, často v podobě zátiší, která nicotnost a pomíjivost tematizují; do jisté míry se překrývají s tématem memento mori. Téma vanitas bylo zvlášť populární v Nizozemí 16. a 17. století. Zátiší vanitas zobrazují předměty symbolizující smrt (lebka), čas (hodiny), pomíjivost (vadnoucí květy a hnijící ovoce) nebo marnost zábavy (hudební nástroje či karty).